# Deska

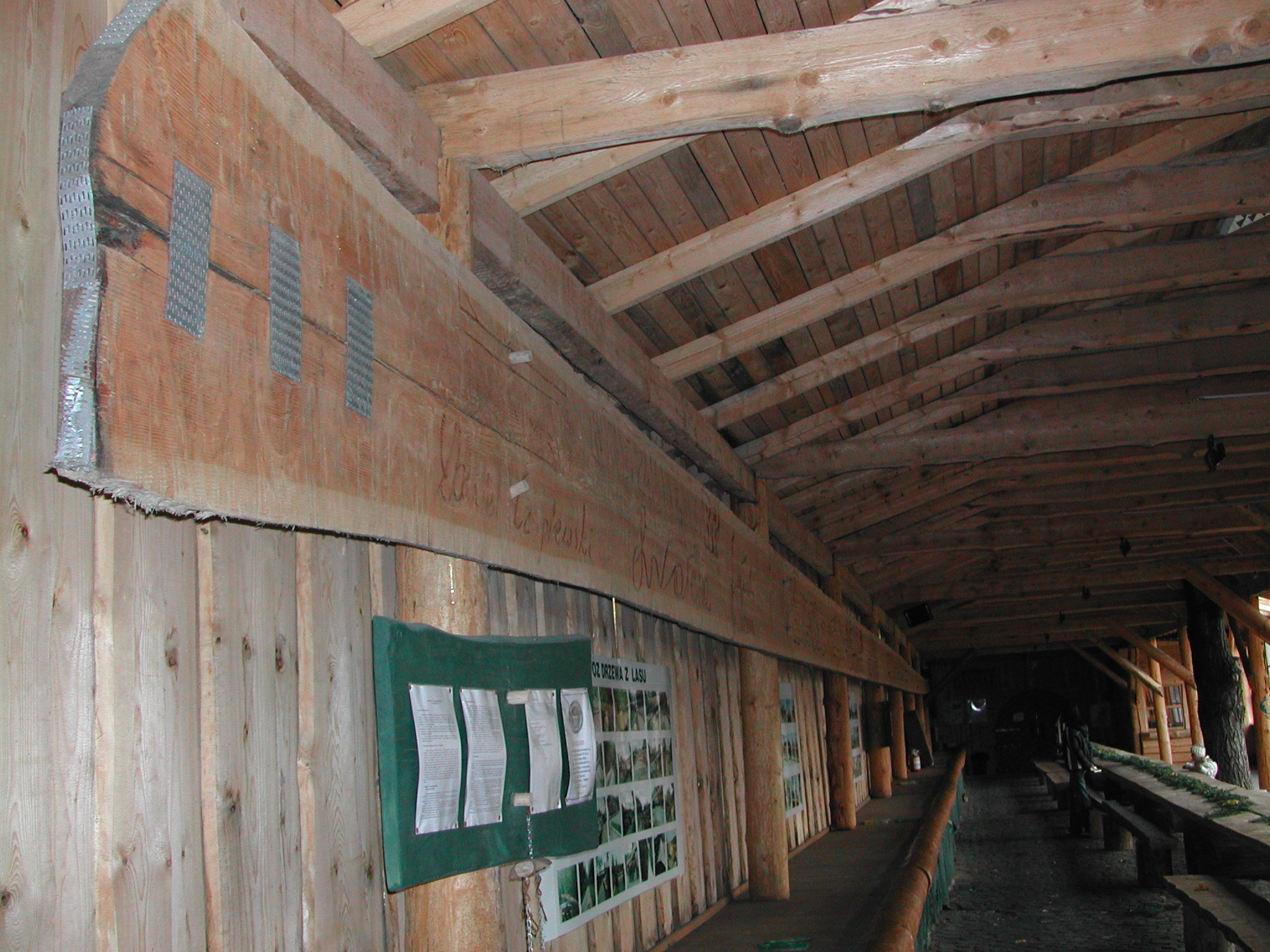
Znajdująca się w Szymbarku była najdłuższą deską na świecie do 17 maja 2009

Deska – drewniany element w kształcie płaskiego i silnie wydłużonego prostopadłościanu, wykorzystywany głównie jako materiał budowlany, półprodukt stolarski do wykonywania mebli lub materiał wykończeniowy w architekturze wnętrz, wykorzystywany na przykład do układania boazerii.
Według PN-75D/96000 Tarcica iglasta ogólnego przeznaczenia deska jest jednym z sortymentów tarcicy, wyróżniającym się grubością w przedziale 19-45 mm, szerokością 75–250 mm i długością od 0,9–6,3 m.
Według PN-72D/96002 Tarcica liściasta ogólnego przeznaczenia deska jest jednym z sortymentów tarcicy, wyróżniającym się grubością w przedziale 16–45 mm, szerokości 80–100 mm i długości powyżej 1 m.
W Szymbarku znajduje się najdłuższa deska świata wycięta ze 120-letniej daglezji zielonej o długości 46 metrów 53 centymetrów posiadająca wpis do Księgi rekordów Guinnessa.